# Oskar Edlund
Oskar Edlund (* 16. November 2002 in Vaxholm) ist ein schwedischer Sprinter und Hürdenläufer, der sich auf die 400-Meter-Distanz spezialisiert hat.

## Sportliche Laufbahn
Erste internationale Erfahrungen sammelte Oskar Edlund beim Europäischen Olympischen Jugendfestival (EYOF) 2019 in Baku, bei dem er in 51,41 s die Goldmedaille im 400-Meter-Hürdenlauf gewann und mit der schwedischen Sprintstaffel (1000 m) in 1:54,03 min die Silbermedaille gewann. 2021 gewann er bei den U20-Europameisterschaften in Tallinn in 51,15 s die Silbermedaille und erreichte anschließend bei den U20-Weltmeisterschaften in Nairobi das Finale über die Hürden, wurde dort aber disqualifiziert. Im selben Jahr zog er in die Vereinigten Staaten und begann dort ein Studium an der Texas Tech University. 2023 gewann er bei den U23-Europameisterschaften in Espoo in 49,57 s die Bronzemedaille hinter den Türken İsmail Nezir und Berke Akçam. Im Jahr darauf schied er bei den Olympischen Sommerspielen in Paris mit 48,99 s in der Hoffnungsrunde aus.
2020 wurde Edlund schwedischer Meister im 400-Meter-Hürdenlauf.

## Persönliche Bestleistungen
- 400 m Hürdenlauf: 48,70 s, 24. Mai 2024 in Fayetteville